# طایفه گلی (مازندران)
طایفه مازندرانی تبار گلی در شهر های طبری نشین زیر ساکن هستند.
- سوادکوه
- ساری
- شهمیرزاد
- مجن
- آمل
- بابل
- جویبار
- نوشهر
- نور
- بهشهر
- هزارجریب
- قائمشهر
- نکا
- رودبارک
- فولادمحله
- چاشم
- تمام کوه
- خطیرکوه
- هیکوه
- پرور
- فینسک
- گرگان
- بندرگز
- کردکوی